# Pomnik Hafciarki w Makowie Podhalańskim
Pomnik Hafciarki w Makowie Podhalańskim — rzeźba przy fontannie Herbowej na rynku Makowa Podhalańskiego. Przedstawia Hafciarkę w stroju ludowym, skupioną na pracy. Hafciarka przedstawiona jest w pozycji siedzącej na brzegu fontanny. Za nią widać trzy makówki, symbolizujące herb miasta, osadzone na marmurowym cokole. Z makówek wytryskają strumienie wody, które oblewają zanurzone w niszy liście maku. 
Rzeźba odlana z jest brązu, jej autor to lokalny artysta Wiesław Kwak. 

## Odsłonięcie rzeźby
Rzeźba została odsłonięta 30 czerwca 2018 podczas uroczystości z okazji święta 640-lecia Makowa Podhalańskiego. Odsłonięcie i uruchomienie Fontany Herbowej razem z rzeźbą hafciarki rozpoczęło cykl wydarzeń poświęconych miastu. Uroczystościom przewodził burmistrz miasta Paweł Sala.
Wydarzenia te odbywały się w ramach corocznych obchodów Dni Ziemi Makowskiej trwających w dniach 30 czerwca do 1 lipca 2018. Inne atrakcje to m.in. Wystawa Haftu Makowskiego w Zespole Szkół im. Jana Kantego oraz rozstrzygnięcie konkursu "Na najpiękniejszy ogród, obejście w gospodarstwie rolnym".
Podczas wydarzeń zostało wykonane jubileuszowe zdjęcie pamiątkowe mieszkańców miasta. W ramach obchodów odbył się również konkurs fotograficzny, na najlepsze zdjęcia dawnego i współczesnego Makowa. Natomiast duże ekspozycje fotograficzne dawnego Makowa, autorstwa Jana Pawlika i Romana Wiciarza, można było oglądać przy alejkach w Rynku - wystawa „Maków na starej pocztówce”.  9 czerwca 2018 odbyła się również  Gra Terenowa – „640 lat Makowa Podhalańskiego”. 

## Haft Makowski
Rzeźba hafciarki to symboliczny wyraz uznania dla makowskiego rękodzieła artystycznego, z którego miasto słynie od dawna. Jest to haft wypukły, wyszywany białą nicią na białym materiale. Wytwory makowskich hafciarek m.in. zasłużonej dla rozwoju i upowszechnienia makowskiego haftu Anny Koziany, można było podczas oglądać na wystawie urządzonej w salach Szkoły im. Jana Kantego, spadkobierczyni założonej w Makowie w 1896 r. Krajowej Szkoły Hafciarskiej.